# نهب ثيسالونيكا (904)
```
نهب ثيسالونيكا
 في عام 904 من قبل الغزاة المسلمين (تسميهم المصادر الرومانية 
ساراكينوس
) كان واحدا من أسوأ الكوارث التي لحقت 
بالامبراطورية البيزنطية
 في القرن العاشر.
[
1
]
 أسطول إسلامي، يقوده المنشق ليو الطرابلسي (
رشيق الوردامي
)، وهو يستهدف عاصمة الإمبراطورية 
القسطنطينية
 كهدف أولي، أبحر من سوريا.. تم ردع المسلمين عن مهاجمة القسطنطينية، وبدلا من ذلك تحولوا إلى ثيسالونيكا، مما أثار الدهشة تماما لدى البيزنطيين، بحيث لم تتمكن بحريتهم من الرد في الوقت المناسب. كانت أسوار المدينة، وخاصة باتجاه البحر، في حالة سيئة، بينما أصدر قائدان في المدينة أوامر متناقضة، مما سهل من سقوط المدينة. وتمكن المهاجمون من إطلاق سراح ما يزيد عن 4000 مسلم وأسر حوالي 22000 بيزنطي، معظمهم من الشباب. يضاف إلى ذلك الإستيلاء على 60 سفينة.
```

## روابط خارجية
- "The Siege of Thessaloniki in 904, from the letter of John Kaminiates". De Re Militari. 27 سبتمبر 2009. مؤرشف من الأصل في 2011-08-07. اطلع عليه بتاريخ 2010-10-19.

إحداثيات: 40°39′N 22°54′E / 40.650°N 22.900°E